# Valle de Pop
El Valle de Pop es un valle de la Marina Alta, en el norte de la provincia de Alicante (Comunidad Valenciana, España). Históricamente está formado por Benichembla, Murla, Alcalalí y Parcent, aunque en 1991 se le unieron Jalón, Senija, Llíber y Castell de Castells para formar la mancomunidad del mismo nombre. El nombre de este valle proviene de la montaña del Caballo Verde, también conocida como Montaña de Pop. El curso del río Jalón-Gorgos une geográficamente este valle con los típicos cultivos mediterráneos de secano y regadío, abierto entre las sierras del Peñasco y el Carrascal de Parcent. 

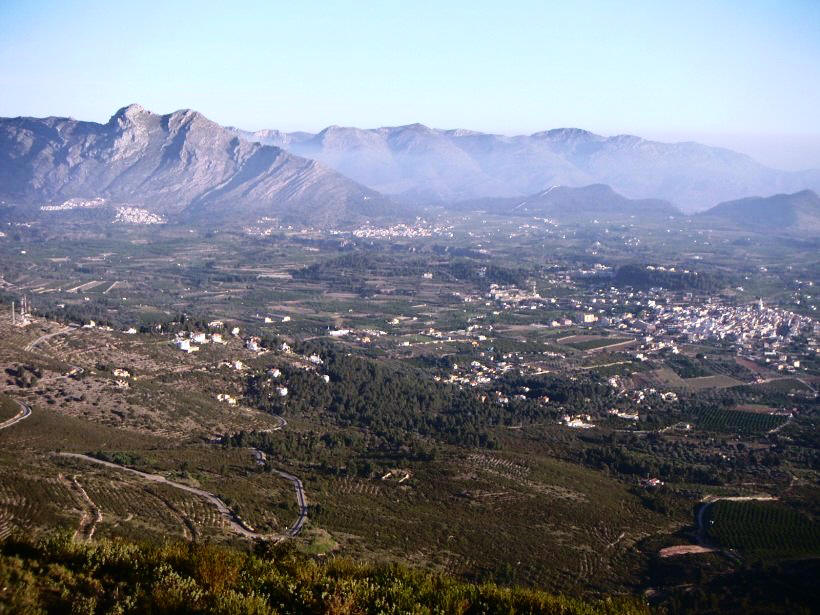
Vista del Valle de Pop. Al fondo y a la izquierda, la montaña del Cavall Verd.

## Mancomunidad

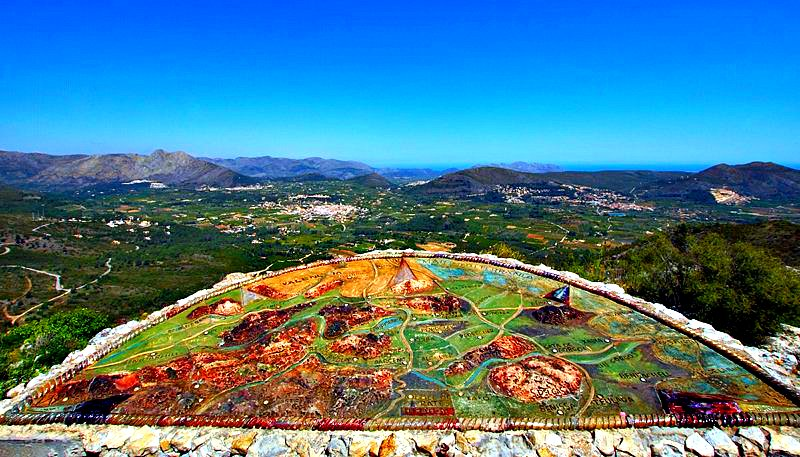
El Valle de Pop en la Marina Alta

En 1991 se creó la Mancomunidad de los Pueblos del Valle de Pop, añadiéndose los últimos cuatro pueblos. Su objetivo era unir esfuerzos para ofrecer mejores servicios a los pueblos que lo integran. En el año 2010 se espera entrar a formar parte del Consorcio de Recuperación Económica de la Marina Alta. Otro de los objetivos de la mancomunidad es el desarrollo económico, y la promoción del turismo rural, respetando siempre el medio ambiente. A pesar de ello, este valle ha sido, y todavía es, víctima de la presión urbanística durante los años 90. Cada cuatro años se elige un representante de los pueblos integrantes como presidente de la mancomunidad. 
- Datos: Q3553449